# مورارانو، آریونیمامو
مورارانو (به لاتین: Morarano) یک منطقهٔ مسکونی در ماداگاسکار است که در Arivonimamo واقع شده‌است.
 مورارانو  ۱۳٬۰۰۰ نفر جمعیت دارد و ۱٬۲۷۲ متر بالاتر از سطح دریا واقع شده‌است.